# 鍾崇文
鍾崇文（1528年—？），字仲謨，江西南昌府南昌縣人，民籍，明朝政治人物。

## 生平
嘉靖三十一年（1552年）壬子科江西鄉試第三十一名舉人。嘉靖四十一年（1562年）中式壬戌科會試第八十二名，三甲第一百六十四名進士。授泉州府推官，历官岳州府同知，萬曆二年（1574年）九月官至广西按察司佥事。

## 家族
曾祖鍾叔顯；祖父鍾光；父鍾任（1479年-1553年），字重宣，號廓菴，壽官，母田氏。永感下。弟鍾崇武，刑部主事。